# Анкени (Ајова)
Анкени (енгл. Ankeny) град је у америчкој савезној држави Ајова. По попису становништва из 2010. у њему је живело 45.582 становника.

## Демографија
Према попису становништва из 2010. у граду је живело 45.582 становника, што је 18.465 (68,1%) становника више него 2000. године.
| Група             | 2000.          | 2010.          |
| Белци             | 26.137 (96,4%) | 42.497 (93,2%) |
| Афроамериканци    | 206 (0,8%)     | 548 (1,2%)     |
| Азијати           | 254 (0,9%)     | 914 (2,0%)     |
| Хиспаноамериканци | 293 (1,1%)     | 1.033 (2,3%)   |
| Укупно            | 27.117         | 45.582         |